# 合齿龙属
合齿龙（屬名：Haptodus，由希腊语“结合”+“牙齿”组成）或译哈普托兽，是種小型楔齒龍類，楔齒龍類是包括獸孔目的演化支。合齿龙的身長至少1.5公尺。牠們生存於石炭紀最後一期到早二疊紀的盤古大陸赤道地區。合齿龙是中等大小的掠食動物，以昆蟲與其他小型脊椎動物為食。牠們是最原始的楔齒龍類之一，並可能是其他楔齒龍類如異齒龍的祖先。合齿龙與更特化的楔齒龍科動物擁有許多頭顱骨與骨骸上的共同特徵。但不像異齒龍，合齿龙缺乏背帆。某些研究提出Palaeohatteria、Pantelosaurus、Cutleria都是合齿龙的異名，但還没有被廣泛接受。

## 圖片集

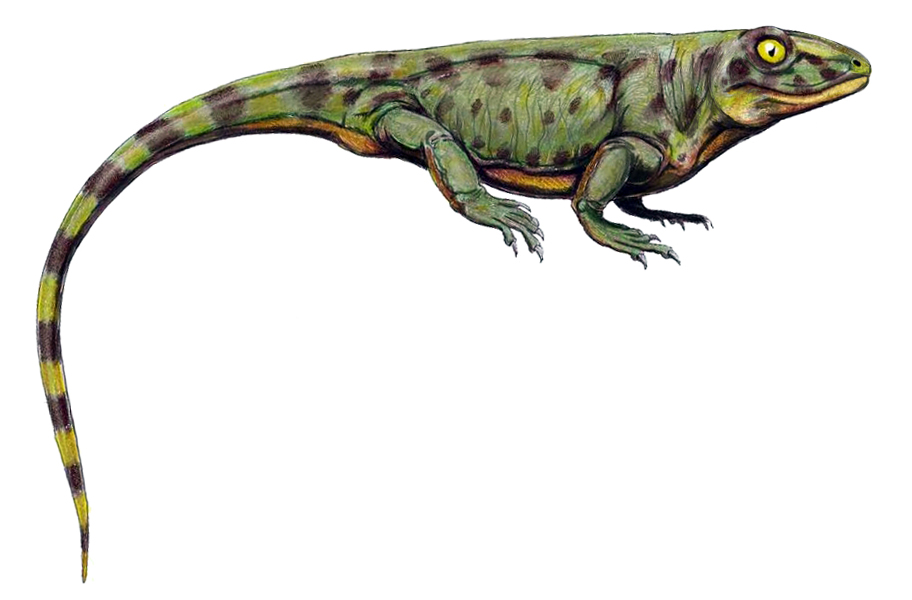
H. garnettensis的想像圖
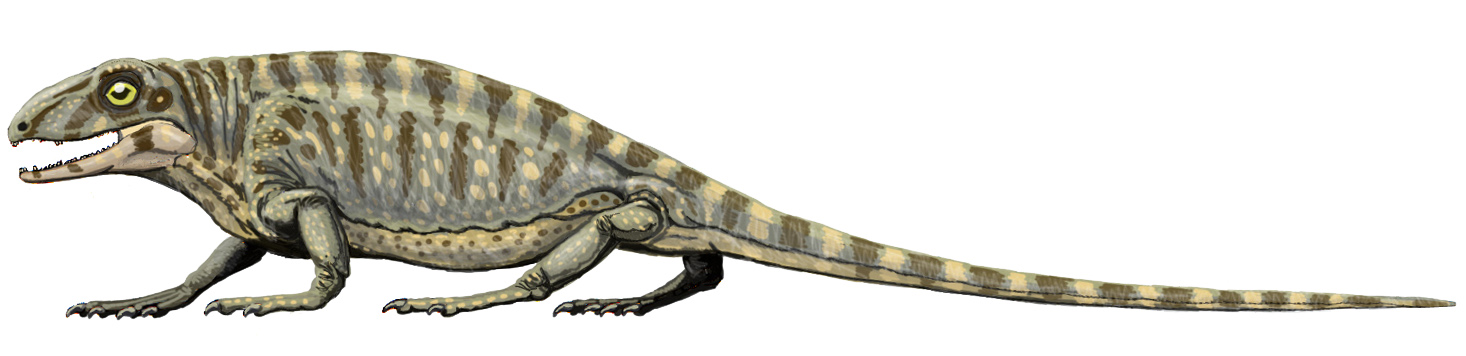
H. garnettensis的想像圖